# Muscle long adducteur
Le muscle long adducteur (ou muscle moyen adducteur) est un muscle du membre inférieur. Il est situé dans la loge fémorale médiale.

## Description
Le muscle long adducteur est un muscle triangulaire à sommet supérieur qui relie l'os coxal au fémur. Il se situe sur la face postérieure du muscle troisième adducteur. A proximité du fémur le muscle court adducteur s'interpose entre ces deux muscles.

## Origine

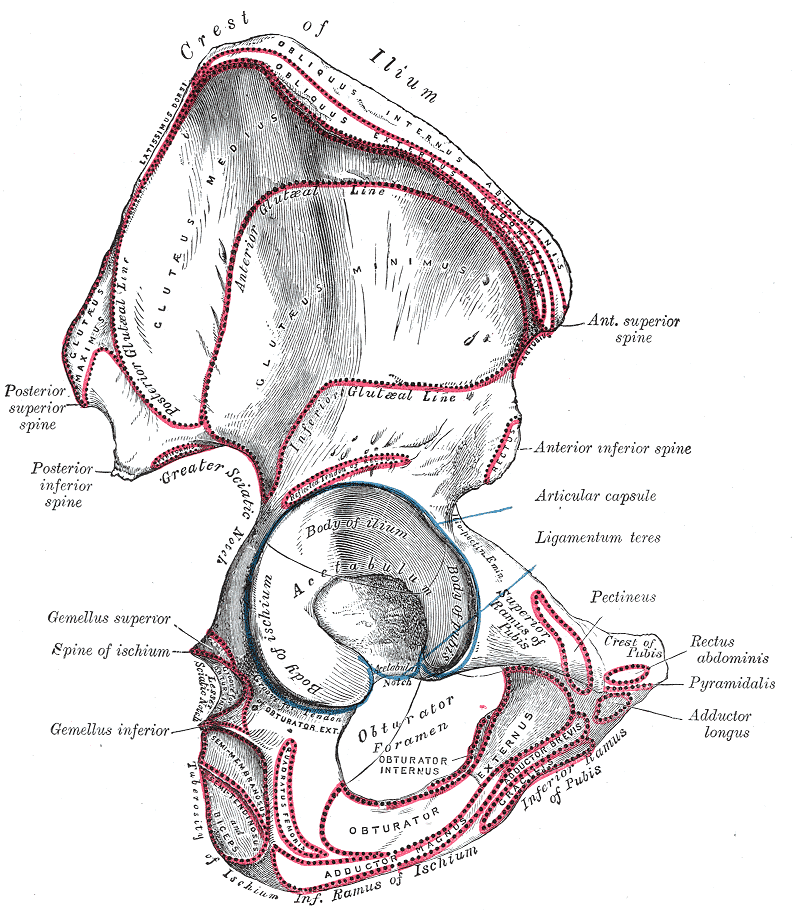
Insertion coxale du muscle long adducteur (Adductor longus)

Le muscle long adducteur se fixe sur la branche inférieure du pubis au dessus de l'origine des faisceaux moyen et supérieur du muscle troisième adducteur.

## Trajet
Les fibres musculaires descendent en éventail latéralement et légèrement en arrière sur la face dorsale du muscle troisième adducteur.

## Terminaison

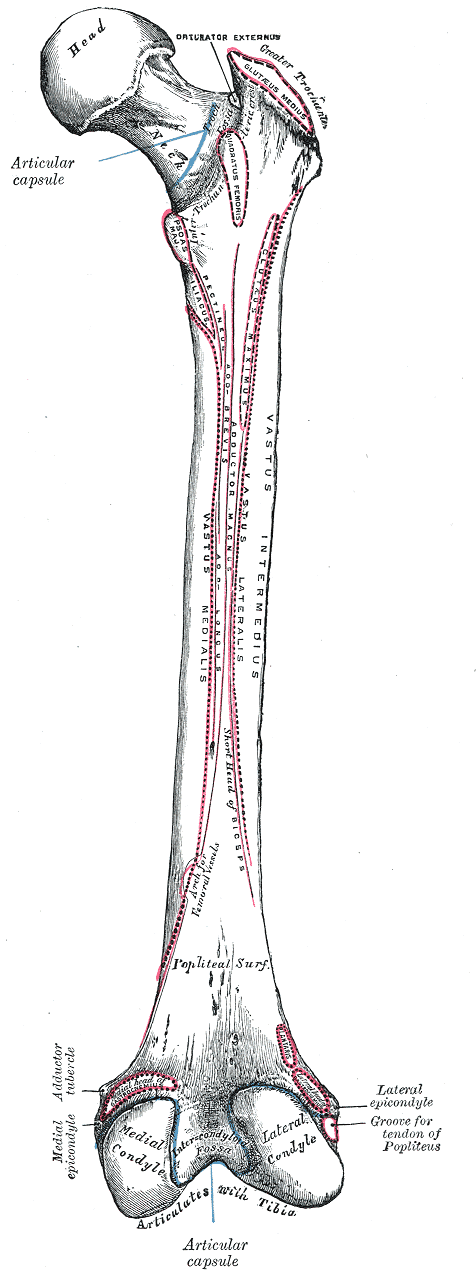
Insertion fémorale du muscle long adducteur (Add longus)

Le muscle long adducteur s'insère sur le tiers médian de la ligne âpre entre les lèvres médiale et latérale.

## Innervation
Le muscle long adducteur est innervé par le rameau antérieur du nerf obturateur (parfois la division postérieure).

## Anatomie fonctionnelle
Le muscle long adducteur provoque l'adduction et la rotation latérale de l'articulation coxale.